# Lijst van voetbalinterlands Engeland - Malta
Deze lijst van voetbalinterlands is een overzicht van alle officiële voetbalwedstrijden tussen de nationale teams van Engeland en Malta. De landen hebben tot op heden zeven keer tegen elkaar gespeeld. De eerste ontmoeting was een kwalificatiewedstrijd voor het Europees kampioenschap voetbal 1972 in Gżira op 3 februari 1971. Het laatste duel, een kwalificatiewedstrijd voor het Europees kampioenschap voetbal 2024, vond plaats op 17 november 2023 in Londen.

## Wedstrijden
| № | Plaats   | Datum            | Competitie           | Wedstrijd        | Uitslag |
| - | -------- | ---------------- | -------------------- | ---------------- | ------- |
| 1 | Gżira    | 3 februari 1971  | EK 1972 kwalificatie | Malta − Engeland | 0 − 1   |
| 2 | Londen   | 12 mei 1971      | EK 1972 kwalificatie | Engeland − Malta | 5 − 0   |
| 3 | Ta' Qali | 3 juni 2000      | Vriendschappelijk    | Malta − Engeland | 1 − 2   |
| 4 | Londen   | 8 oktober 2016   | WK 2018 kwalificatie | Engeland − Malta | 2 − 0   |
| 5 | Ta' Qali | 1 september 2017 | WK 2018 kwalificatie | Malta − Engeland | 0 − 4   |
| 6 | Ta' Qali | 16 juni 2023     | EK 2024 kwalificatie | Malta − Engeland | 0 − 4   |
| 7 | Londen   | 17 november 2023 | EK 2024 kwalificatie | Engeland − Malta | 2 − 0   |

## Samenvatting
| Competitie        | Totaal gespeeld | Winst Engeland | Gelijk | Winst Malta | Doelsaldo Engeland – Malta |
| ----------------- | --------------- | -------------- | ------ | ----------- | -------------------------- |
| WK-kwalificatie   | 2               | 2              | 0      | 0           | 6 − 0                      |
| EK-kwalificatie   | 4               | 4              | 0      | 0           | 12 − 0                     |
| Vriendschappelijk | 1               | 1              | 0      | 0           | 2 − 1                      |
| Totaal            | 7               | 7              | 0      | 0           | 20 − 1                     |

Wedstrijden bepaald door strafschoppen worden, in lijn met de FIFA, als een gelijkspel gerekend.

## Details

### Eerste ontmoeting
| EK 1972 kwalificatie (Gżira, Malta, 3 februari 1971):                                                                                               |              | |
| Malta | 0 – 1        | Engeland |
| | goals        | 34' Martin Peters |
| Carm Borg | bondscoach   | Alf Ramsey |
| Freddie Mizzi Joe Grima Alfred Mallia Leli Micallef Anton Camilleri Edward Darmanin Ronnie Cocks Willie Vassallo Joe Cini Eddie Theobald Louis Arpa | opstellingen | Gordon Banks Paul Reaney Emlyn Hughes Alan Mullery Roy McFarland Norman Hunter Alan Ball Martin Chivers Joe Royle James Harvey Martin Peters |
| - Debuut van Roy McFarland (Derby County), Martin Chivers (Tottenham Hotspur), Joe Royle (Manchester City) en James Harvey (Everton) voor Engeland. |              | |

### Tweede ontmoeting
| EK 1972 kwalificatie (Londen, Verenigd Koninkrijk, 12 mei 1971):                                                                                           |              | |
| Engeland | 5 – 0        | Malta |
| Martin Chivers 29' Francis Lee 43' Allan Clarke 47' (pen.) Martin Chivers 59' Christopher Lawler 75'                                                       | goals        | |
| Alf Ramsey | bondscoach   | Tony Formosa |
| Gordon Banks Christopher Lawler Terry Cooper Bobby Moore Roy McFarland Emlyn Hughes Francis Lee Ralph Coates Martin Chivers Allan Clarke Martin Peters 62' | opstellingen | 49' Vincent Borg Bonaci Louis Pace Joe Grima Anton Camilleri Edward Darmanin Alfred Delia Ronnie Cocks Willie Vassallo John Bonett Eddie Theobald Louis Arpa |
| Alan Ball 62' | wissels      | 49' Freddie Mizzi |
| - Debuut van Christopher Lawler (Liverpool FC) voor Engeland. - Debuut van Louis Pace (Valletta FC) voor Malta.                                            |              | |

### Derde ontmoeting
| Vriendschappelijk (Ta' Qali, Malta, 3 juni 2000): |              | |
| Malta | 1 – 2        | Engeland |
| Richard Wright 29' (e.d.) | goals        | 22' Martin Keown 74' Emile Heskey |
| Josef Ilić | bondscoach   | Kevin Keegan |
| Ernest Barry 90' Brian Said 78' Michael Spiteri 78' Silvio Vella 41' Darren Debono 34' John Buttigieg 55' Carmel Busuttil 46' David Carabott 90' Noel Turner 87' Joe Brincat 82' Gilbert Agius 60'          | opstellingen | Richard Wright Gary Neville 59' Martin Keown Sol Campbell Phil Neville 80' David Beckham 69' Dennis Wise 69' Paul Scholes Nick Barmby 51' Alan Shearer 59' Kevin Phillips |
| Mario Muscat 90' Luke Dimech 78' Digger Okonkwo 78' Daniel Theuma 41' David Camilleri 34' Jeffrey Chetcuti 55' Chucks Nwoko 46' Adrian Ciantar 90' Nenad Veselji 87' Jonathan Holland 82' George Mallia 60' | wissels      | 51' Emile Heskey 59' Gareth Southgate 59' Robbie Fowler 69' Paul Ince 69' Steve McManaman 80' Gareth Barry                                                                |
| Daniel Theuma ??' David Carabott ??' | gele kaarten | |
| - Debuut van doelman Richard Wright (Ipswich Town) voor Engeland. |              | |

### Vierde ontmoeting
| WK 2018 kwalificatie (Londen, Verenigd Koninkrijk, 8 oktober 2016):                                                                                        |              | |
| Engeland | 2 – 0        | Malta |
| Daniel Sturridge 29' Dele Alli 38' | goals        | |
| Gareth Southgate | bondscoach   | Pietro Ghedin |
| Joe Hart Gary Cahill Ryan Bertrand 19' Kyle Walker John Stones Jordan Henderson Dele Alli Jesse Lingard Wayne Rooney Theo Walcott 68' Daniel Sturridge 74' | opstellingen | Andrew Hogg Alex Muscat Andrei Agius Ryan Camilleri Steve Borg 88' André Schembri Paul Fenech Gareth Sciberras Zach Muscat Bjorn Kristensen 76' Alfred Effiong |
| Danny Rose 19' Marcus Rashford 68' Jamie Vardy 74' | wissels      | 76' Michael Mifsud 88' Rowen Muscat |
| | gele kaarten | 55' Steve Borg |
| - Eerste duel van Engeland onder leiding van bondscoach Gareth Southgate. - Debuut van Jesse Lingard (Manchester United) voor Engeland.                    |              | |

FA · A-internationals · Selecties · Bondscoaches · Engels vrouwenelftal · Brits olympisch elftal · Engeland -21 · Engeland -20 · Engeland -19 · Engeland -18 · Engeland -17 · Engeland -16 · Vrouwen -17
1872 – 1899 ·
1900 – 1919 ·
1920 – 1929 ·
1930 – 1939 ·
1940 – 1949 ·
1950 – 1959 ·
1960 – 1969 ·
1970 – 1979 ·
1980 – 1989 ·
1990 – 1999 ·
2000 – 2009 ·
2010 – 2019 ·
2020 − 2029
EK's: 1968 ·
1980 ·
1988 ·
1992 ·
1996 ·
2000 ·
2004 ·
2012 · 
2016 · 
2020 · 
2024
WK's: 1950 ·
1954 ·
1958 ·
1962 ·
1966 ·
1970 ·
1982 ·
1986 ·
1990 ·
1998 ·
2002 ·
2006 ·
2010 ·
2014 ·
2018 · 
2022
Albanië ·
Algerije ·
Andorra ·
Argentinië ·
Australië ·
Azerbeidzjan ·
België ·
Bosnië en Herzegovina ·
Brazilië ·
Bulgarije ·
Canada ·
Chili ·
China ·
Colombia ·
Costa Rica ·
Cyprus ·
Denemarken ·
DDR · 
Duitsland ·
Ecuador ·
Egypte ·
Estland ·
Finland ·
Frankrijk ·
Georgië ·
Ghana ·
GOS ·
Griekenland ·
Honduras ·
Hongarije ·
Ierland ·
IJsland · 
Iran ·
Israël ·
Italië ·
Ivoorkust ·
Jamaica ·
Japan ·
Joegoslavië ·
Kameroen ·
Kazachstan ·
Koeweit ·
Kosovo ·
Kroatië ·
Liechtenstein ·
Litouwen ·
Luxemburg ·
Maleisië ·
Malta ·
Marokko ·
Mexico ·
Moldavië ·
Montenegro ·
Nederland ·
Nieuw-Zeeland ·
Nigeria ·
Noord-Ierland ·
Noord-Macedonië ·
Noorwegen ·
Oekraïne ·
Oostenrijk ·
Panama · 
Paraguay ·
Peru · 
Polen ·
Portugal ·
Roemenië ·
Rusland ·
San Marino · 
Saoedi-Arabië ·
Schotland ·
Senegal ·
Servië ·
Servië en Montenegro · 
Slovenië ·
Slowakije ·
Sovjet-Unie ·
Spanje ·
Trinidad en Tobago ·
Tsjechië ·
Tsjecho-Slowakije ·
Tunesië ·
Turkije ·
Uruguay ·
Verenigde Staten ·
Wales ·
Wit-Rusland ·
Zuid-Afrika ·
Zuid-Korea ·
Zweden ·
Zwitserland
Algerije (2010) · 
Argentinië (1986) · 
Argentinië (1998) · 
Argentinië (2002) · 
België (1990) · 
België (2018, 1) · 
België (2018, 2) · 
Brazilië (2002) · 
Colombia (1998) ·
Colombia (2018) ·
Costa Rica (2014) ·
Denemarken (2002) ·
Denemarken (2021) · 
Duitsland (2000) ·
Duitsland (2010) ·
Duitsland (2021) ·
Ecuador (2006) ·
Egypte (1990) ·
Frankrijk (1982) ·
Frankrijk (2012) ·
Frankrijk (2022) ·
Ierland (1990) · 
IJsland (2016) ·
Italië (1990) · 
Italië (2012) · 
Italië (2014) · 
Italië (2021) · 
Kameroen (1990) · 
Koeweit (1982) · 
Kroatië (2018) ·
Kroatië (2021) · 
Marokko (1986) · 
Nederland (1990) · 
Nigeria (2002) · 
Oekraïne (2012) · 
Oekraïne (2021) ·
Panama (2018) · 
Paraguay (1986) · 
Paraguay (2006) · 
Polen (1986) · 
Portugal (1986) · 
Portugal (2000) · 
Portugal (2006) · 
Roemenië (1998) ·
Roemenië (2000) ·
Rusland (2016) ·
Schotland (2021) ·
Senegal (2022) ·
Slovenië (2010) ·
Slowakije (2016) ·
Spanje (1982) ·
Spanje (2024) ·
Trinidad en Tobago (2006) ·
Tsjechië (2021) ·
Tsjecho-Slowakije (1982) ·
Tunesië (1998) ·
Tunesië (2018) ·
Uruguay (2014) ·
Verenigde Staten (2010) ·
Wales (2016) · 
West-Duitsland (1966) ·
West-Duitsland (1982) ·
West-Duitsland (1990) ·
Zweden (2002) ·
Zweden (2006) · 
Zweden (2012)
Malta Football Association · A-internationals · Bondscoaches · Statistieken · Maltees vrouwenelftal · Malta U21 · Malta U20 · Malta U19 · Malta U18 · Malta U17 · Malta U16
1957 – 1959 ·
1960 – 1969 ·
1970 – 1979 ·
1980 – 1989 ·
1990 – 1999 ·
2000 – 2009 ·
2010 – 2019 ·
2020 − 2029
1957 · 
1958 · 
1959 · 
1960 · 
1961 · 
1962 · 
1963 · 
1964 · 
1965 · 
1966 · 
1967 · 1968 · 
1969 · 
1970 · 
1971 · 
1972 · 
1973 · 
1974 · 
1975 · 
1976 · 
1977 · 
1978 · 
1979 · 
1980 · 
1981 · 
1982 · 
1983 · 
1984 · 
1985 · 
1986 · 
1987 · 
1988 · 
1989 · 
1990 ·
1991 · 
1992 · 
1993 · 
1994 · 
1995 · 
1996 · 
1997 · 
1998 · 
1999 · 
2000 · 
2001 · 
2002 · 
2003 · 
2004 · 
2005 · 
2006 · 
2007 · 
2008 · 
2009 · 
2010 · 
2011 · 
2012 · 
2013 · 
2014 · 
2015 · 
2016 ·
2017 ·
2018 ·
2019 ·
2020 ·
2021 ·
2022
Albanië ·
Algerije ·
Andorra ·
Angola ·
Armenië ·
Azerbeidzjan ·
België ·
Bosnië en Herzegovina · 
Bulgarije ·
Canada ·
Centraal-Afrikaanse Republiek ·
Cyprus ·
DDR ·
Denemarken ·
Duitsland ·
Egypte ·
Engeland ·
Estland ·
Faeröer ·
Finland ·
Frankrijk ·
Gabon ·
Georgië ·
Gibraltar · 
Griekenland ·
Hongarije ·
Ierland ·
IJsland ·
Indonesië ·
Israël ·
Italië ·
Japan ·
Joegoslavië ·
Jordanië ·
Kaapverdië ·
Kazachstan ·
Koeweit ·
Kosovo ·
Kroatië ·
Letland ·
Libanon ·
Libië ·
Liechtenstein ·
Litouwen ·
Luxemburg ·
Moldavië ·
Nederland ·
Noord-Ierland ·
Noord-Macedonië ·
Noorwegen ·
Oekraïne ·
Oostenrijk ·
Polen ·
Portugal ·
Qatar ·
Roemenië ·
Rusland ·
San Marino ·
Schotland ·
Slovenië ·
Slowakije ·
Spanje ·
Thailand ·
Tsjechië ·
Tsjecho-Slowakije ·
Tunesië · 
Turkije · 
Venezuela · 
Verenigde Arabische Emiraten ·
Verenigde Staten ·
Wales ·
Wit-Rusland ·
Zuid-Afrika ·
Zuid-Korea ·
Zweden ·
Zwitserland